# Rhodacarus aequalis
Rhodacarus aequalis är en spindeldjursart som beskrevs av Wolfgang Karg 1971. Rhodacarus aequalis ingår i släktet Rhodacarus och familjen Rhodacaridae. Inga underarter finns listade i Catalogue of Life.